# João Vieira de Araújo
João Vieira de Araújo (1844 — 1922) foi um político brasileiro.
Foi presidente da província de Alagoas, nomeado por carta imperial de 21 de março de 1874, de 12 de abril de 1874 a 25 de abril de 1875.